# 요먼 (소프트웨어)
요먼(Yeoman)은 웹 애플리케이션을 위한 오픈 소스 클라이언트 사이드 스캐폴드 도구이다. Yeoman은 Node.js로 작성된 명령 줄 인터페이스로 실행되며 여러 기능(스타터 템플릿 생성, 의존성 관리, 유닛 테스트 실행, 로컬 디플로이먼트 서버 제공, 디플로이먼트를 위한 운영 코드 최적화 등)을 한 곳에 병합해놓았다.
구글 I/O 2012에서 공개되었다.